# 亞洲電視晚間新聞
《晚間新聞》（英語：Main News），香港亞洲電視新聞及公共事務部製作的新聞節目。每天香港時間19:30至20:00於旗下頻道國際台、亞洲台播出。

## 節目歷史
本節目自開播以來，曾經歷多度轉變。
1957年5月29日起，節目名稱為《晚間新聞及天氣預報》，最初節目於19:50-20:00播出。其後1963年麗的中文台啟播之後改為19:30-20:00。
1973年12月1日開始，改名為《晚間新聞》。
2011年5月2日開始，亞洲台會於當晚10時重播，之後改為晚上7時30分則改為與國際台同步播出（賽馬夜除外）。
新聞播放前會有一節《財經匯報》。
新聞播放完畢廣告後《天氣報告》。
2012年6月13日開始，《晚間新聞》與《天氣報告》之間的廣告時段合併在《晚間新聞》原來之廣告時段內一併播放。
2015年1月1日起，受欠薪事件影響，《晚間新聞》縮短播出時間至15分鐘，而騰出的時間，國際台改為19:50-20:00播出《漫遊嶺南綠道》，亞洲台改為播出《ATV每日一歌》。
2015年5月24日，因要直播《蘇超狂熱：些路廸 對 恩華尼斯》，當日提早於19:10-19:30播出。
2016年2月6日起，受欠薪事件影響，原定在節目表顯示於國際台播出的《晚間新聞》改為播出《漫遊嶺南綠道》。同時即日起亞洲台改為播出《環遊世界》。

## 播映時間
- 星期一至日：19:30-20:00（播映時間包括天氣報告）。

## 主播安排
參見：亞視新聞
《晚間新聞》的通常由兩名新聞主播加一名體育、天氣主播為組合，坐在一起報導新聞，報道體育、天氣消息時會利用右旁的電視，與明珠台《七點半新聞報道》方式不相同。亞視新聞因拖欠薪金，人手及資源短缺，由2015年開始新聞受到影響，縮短至十五分鐘，間中更只有兩名主播，坐在較右的主播會同時負責報導體育、天氣消息。

### 前任主播
- 男主播：Yonden Lhatoo、Tony Sabine、Jeff Tang、Gerham Terris、Raymond Yeung、Harminder Singh
- 女主播：Heyling Chan、Brittyn Clennett、Anne Marie Sim、Joyce Woo、Belinda Lloyd、Emily Siu、Vivienne Tang、Diane To（杜若渝）、Joanne Wong、Bo Leung、Kumi Taguchi、Melanie Hnetkia、Ann Choy、Edna Tse
- 體育、天氣主播：Tim Bredbury、Raymond Yeung、Heyling Chan、Bo Leung、Brittyn Clennett、Joanne Wong、Ann Choy、Nancy Zhu、Emily Siu、Corinna Wu、Edna Tse